# Adolph Lobegott Peck
Adolph Lobegott Peck (* 18. Juli 1766 in Lauterbach; † 1801 in Culitzsch) war ein deutscher evangelisch-lutherischer Theologe.

## Leben
Der Sohn des Lauterbacher und späteren Raschauer Pfarrers Mag. Adolph Christlieb Peck besuchte das Gymnasium in Annaberg und immatrikulierte sich im Mai 1785 an der Universität Leipzig, wo er ein Theologiestudium aufnahm. 1795 wurde die von ihm verfasste Historische und geographische Beschreibung des kursächsischen Erzgebürges veröffentlicht, wodurch er in das Buch Das Gelehrte Teutschland, oder, Lexikon der jetzt lebenden teutschen Schriftsteller aufgenommen wurde.
1798 heiratete er Christiana Carolina, die hinterlassene Tochter des Pfarrers in Ziegelheim und Franken Wilhelm Leupold, und übernahm selbst das Pfarramt in Culitzsch. Bereits drei Jahre später starb er „nach langer und beschwerlicher Krankheit an der Schwindsucht“.

## Werke
- Historische und geographische Beschreibung des chursächsischen Erzgebürges. Geschichte und Beschreibung des Creisamts Schwarzenberg, Erstes Bändchen, Arnoldsche Buchhandlung, Schneeberg 1795. (Digitalisat in der Staats- und Universitätsbibliothek Dresden)
- Anbau und Pflanzung der Runkelrübe, in: Erzgebirgische Blätter.
- Ueber den Verfall der gebirgischen Braunahrung. Etwas für Kaffeetrinker. in: Erzgebirgische Blätter.